# جاك هينكلي
جاك هينكلي (بالإنجليزية: Jack Hinkle)‏ هو لاعب كرة قدم أمريكية أمريكي، ولد في 31 أكتوبر 1917 في ميلتون في الولايات المتحدة، وتوفي في 17 نوفمبر 2006 في نوريستاون ‏ في الولايات المتحدة.